# Gallery of Suicide
Gallery Of Suicide to album amerykańskiej grupy deathmetalowej Cannibal Corpse. Wydany został w 1998 roku nakładem Metal Blade Records. Jest uważany za jeden z najlepszych albumów zespołu. Dominują w nim utwory melodyjne, stwarzające klimat grozy. Większość utworów posiada partię solową gitarzysty.

## Lista utworów
Opracowano na podstawie materiału źródłowego.
| Nr  | Tytuł utworu               | Muzyka i słowa                                              | Długość |
| --- | -------------------------- | ----------------------------------------------------------- | ------- |
| 1.  | „I Will Kill You”          | Alex Webster                                                | 2:47    |
| 2.  | „Disposal of the Body”     | Alex Webster                                                | 1:54    |
| 3.  | „Sentenced to Burn”        | George Fisher, Alex Webster                                 | 3:06    |
| 4.  | „Blood Drenched Execution” | George Fisher, Paul Mazurkiewicz, Pat O’Brien, Alex Webster | 2:40    |
| 5.  | „Gallery of Suicide”       | George Fisher, Paul Mazurkiewicz, Jack Owen, Alex Webster   | 3:55    |
| 6.  | „Dismembered and Molested” | George Fisher, Jack Owen, Alex Webster                      | 1:53    |
| 7.  | „From Skin to Liquid”      | Pat O’Brien, Alex Webster                                   | 5:30    |
| 8.  | „Unite the Dead”           | Jack Owen, Alex Webster                                     | 3:05    |
| 9.  | „Stabbed in the Throat”    | Paul Mazurkiewicz, Alex Webster                             | 3:26    |
| 10. | „Chambers of Blood”        | Alex Webster                                                | 4:11    |
| 11. | „Headless”                 | George Fisher, Paul Mazurkiewicz, Alex Webster              | 2:22    |
| 12. | „Every Bone Broken”        | Paul Mazurkiewicz, Jack Owen                                | 3:18    |
| 13. | „Centuries of Torment”     | George Fisher, Alex Webster                                 | 4:04    |
| 14. | „Crushing the Despised”    | George Fisher, Jack Owen, Alex Webster                      | 1:56    |
|     |                            |                                                             | 44:07   |

## Twórcy
Opracowano na podstawie materiału źródłowego.

- George "Corpsegrinder" Fisher - śpiew
- Jack Owen - gitara rytmiczna, gitara prowadząca
- Pat O’Brien - gitara rytmiczna, gitara prowadząca
- Alex Webster - gitara basowa
- Paul Mazurkiewicz - perkusja
- Jim Morris - produkcja muzyczna, inżynieria dźwięku, miksowanie, mastering
- Vincent Locke - okładka
- Messerschmidt - zdjęcia
- Alison Mohammed - zdjęcia